# Turpan pestrozobý
Turpan pestrozobý (Melanitta perspicillata) je druh vrubozobého ptáka z čeledi kachnovitých. Přirozeně se vyskytuje v Severní Americe.

## Popis

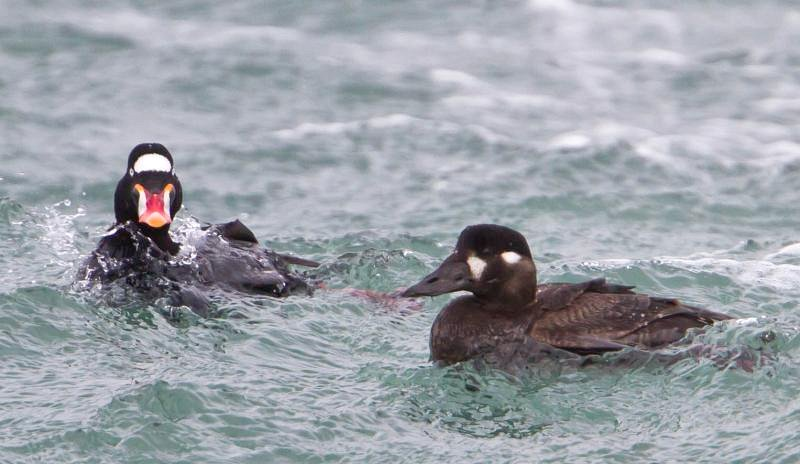
Samec a samice

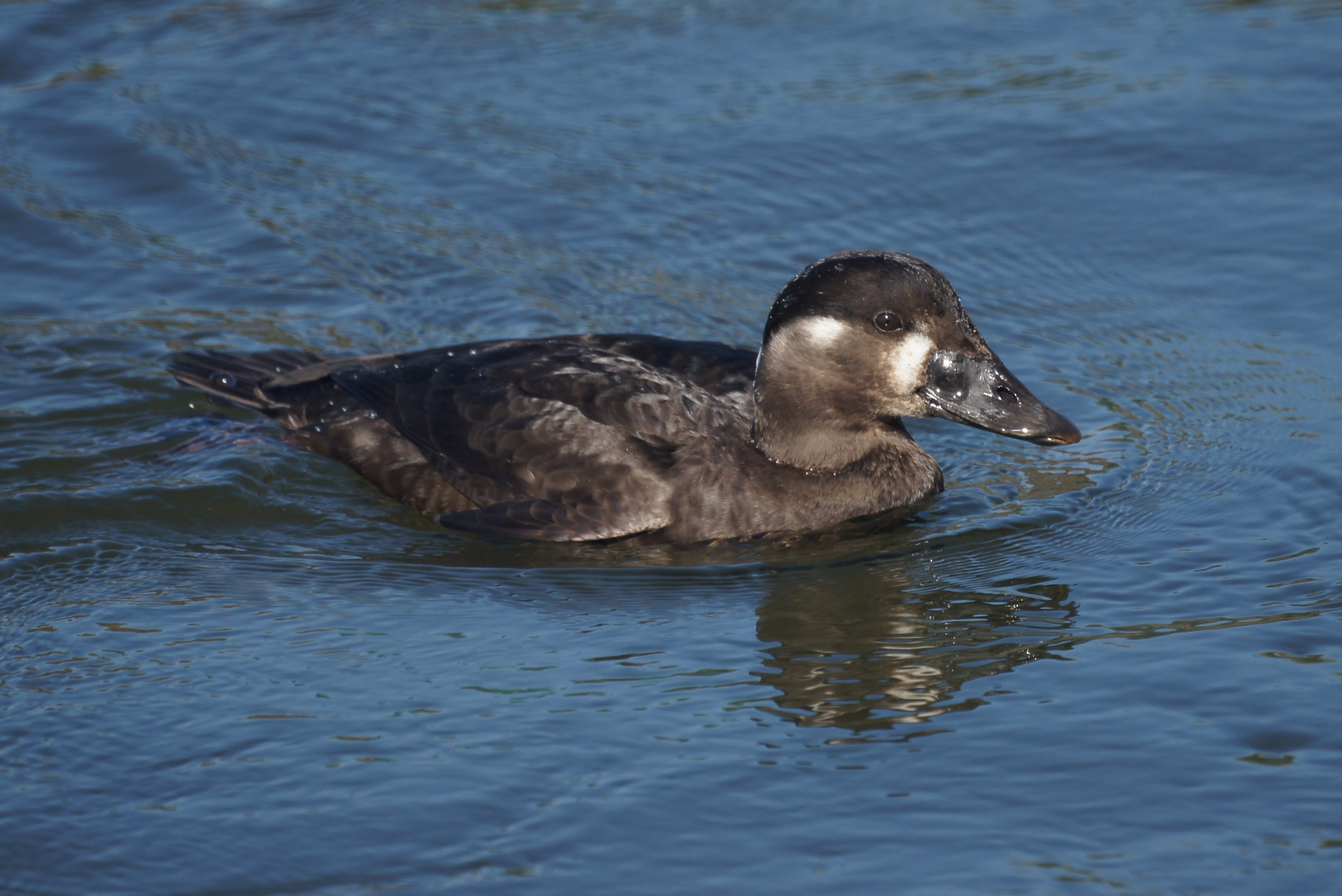
Samice turpana pestrozobého

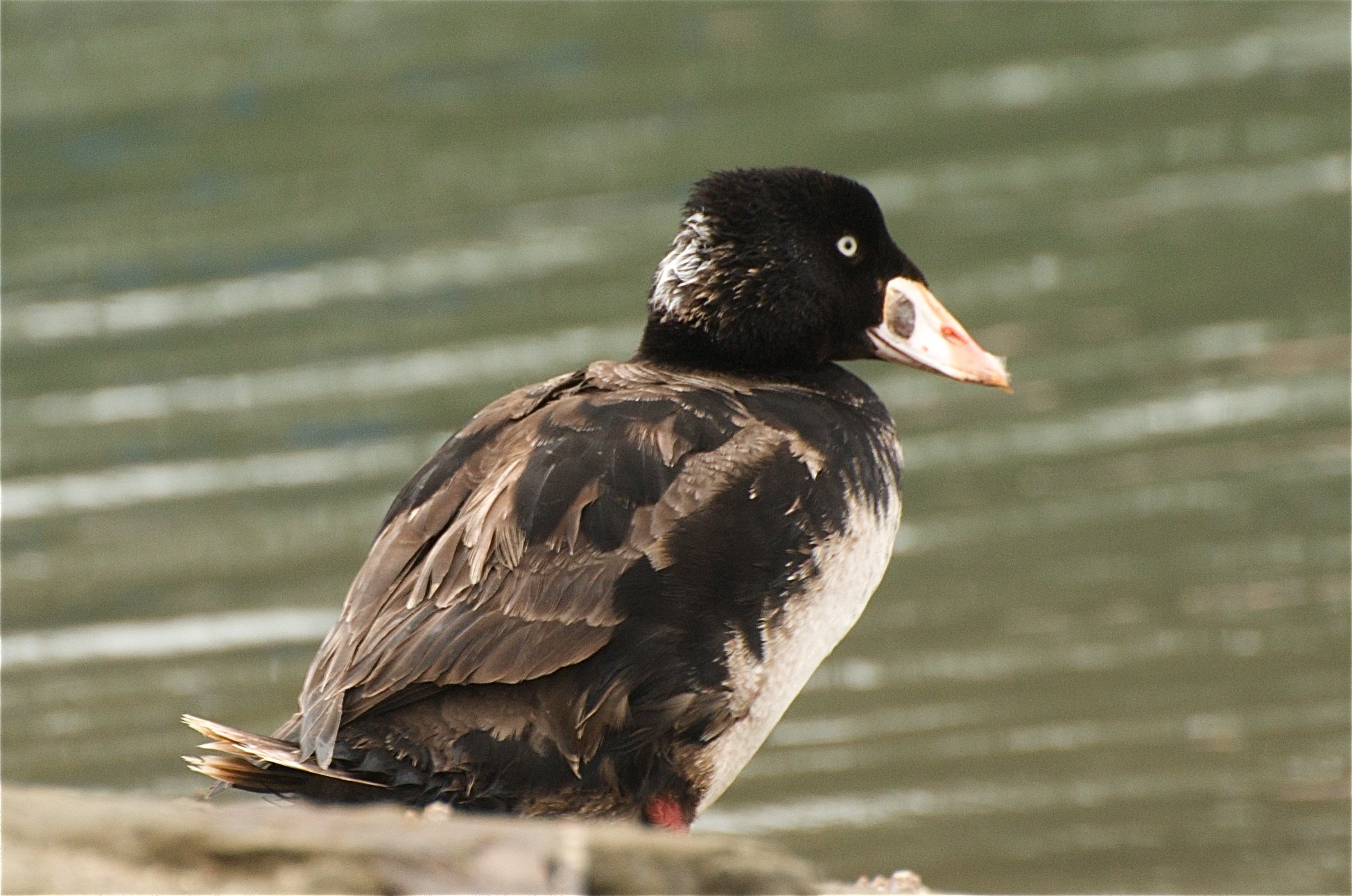
Mladý samec turpana pestrozobého

Samec turpana pestrozobého váží přibližně 1 050 gramů a dosahuje délky 48 cm. Samice je o něco menší, dosahuje délky 44 cm a váží asi 900 gramů. Ve srovnání s ostatními druhy turpanů je středně velký; je větší než turpan černý, ale menší než turpan hnědý. Průměrné rozpětí křídel je 76 až 77 cm.
U turpanů pestrozobých se objevuje výrazný pohlavní dimorfismus. Samec je z velké části černý. Na čele a šíji má velké bílé skvrny. Nejvýraznějším znakem je různobarevný zobák, který je u nosních dírek zbarven červeně, po bocích se nacházejí velké černé skvrny obklopené převážně bílou barvou, na špičce a za černou skvrnou je zobák zbarven oranžově. Má červené nohy s blánami mezi prsty a bílošedou oční duhovku s viditelnou zorničkou uprostřed.
Samice je zbarvena, podobně jako u jiných druhů kachen, mnohem méně výrazněji. Je převážně tmavě hnědě nebo šedě zbarvená. Bílé skvrny na hlavě jsou rozmístěny jinak, rovněž se u samic vyskytuje skvrna na šíji, ale na rozdíl od samce má bílé skvrny u kořene zobáku a za okem, ale ne na čele. Zobák je převážně černý s několika světlejšími místy. Nohy jsou zbarveny hnědě až oranžově, oči jsou tmavě hnědé a není u nich zřetelná zornička.

## Rozšíření
Turpan pestrozobý se vyskytuje zejména v severní části Severní Ameriky, tedy v Kanadě a na Aljašce. Jde o stěhovavé ptáky, kteří se v zimě různými migračními cestami vydávají do teplejších oblastí na pobřeží USA a severozápadního Mexika. Nejvíce turpanů zimuje u pobřeží Tichého oceánu, někteří však i u Atlantského oceánu, při migraci se někteří jedinci dostávají i do Velké Británie. Údajně byl pozorován i v Česku, po revizi ale toto pozorování nebylo uznáno jako věrohodné a turpan pestrozobý byl vyřazen z ptáků vyskytujících se na území Česka.
Turpan vyhledává především tajgy v blízkosti sladkovodních jezer. Obývá smrkové porosty v mírně horských a mokřadních oblastech. V době pelichání se stěhuje na tzv. pelichací místa, která slouží k tomu, aby před migrací do zimoviště pelichání dokončil. Vzhledem ke zranitelnému stavu turpanů v této době je předpokládáno, že tato místa poskytují větší množství potravy a není na nich mnoho predátorů. Nacházejí se v zátokách a ústích řek.
Na světě žije přibližně 250 000 až 1 300 000 jedinců. Vzhledem k širokému areálu rozšíření a vysokému počtu jedinců je turpan pestrozobý málo dotčeným taxonem, i když jeho počty mírně klesají.

## Rozmnožování
Turpani pestrozobí tvoří páry na zimovištích. Stavba hnízda obvykle začíná v polovině května až začátkem června. Hnízdo se vyskytuje v blízkosti oceánu, jezer či řek, v lesích nebo v tundře. Samice si v zemi vyhrabávají miskovité hnízdo a vystýlají ho zemními sutinami a prachem. Do hnízda snesou pět až devět vajec, která váží 55 až 79 gramů a jsou 43,9 mm široká a 62,4 mm dlouhá. Samice na vejcích sedí 28 až 30 dní, než se vylíhnou mláďata. V oblastech s větším množstvím hnízd občas dochází k smíchání mláďat různých párů. Samice si pro své potomky obvykle vybírá krmné místo, jehož hloubka je maximálně dva metry, a které je chráněno před silným větrem. Když se mláďata dostanou do míst s mokřady bohatými na potravu, zvládnou se nakrmit sama. Matka mláďata opouští dříve, než dosáhnou věku, v němž mohou létat, tedy asi po 55 dnech. Úmrtnost mladých jedinců je 55 až 65 %, je ovlivněna zejména chladným počasím a podnebím.

## Potrava
Turpani se živí zejména organismy v bentosu. Mezi důležitou potravu patří korýši, rybí potěr (obzvláště potěr sleďů), mořské trávy, plži a menší mlži. Za živočichy se potápí a zkonzumují je celé. Dospělci se živí korýši a měkkýši, mláďata vyhledávají menší sladkovodní bezobratlé.